# Baia di Taman'
La baia di Taman' (in russo Таманский залив) è un'insenatura situata sulla costa orientale dello stretto di Kerč', che collega il mar d'Azov al mar Nero. Si trova Russia e appartiene al Temrjukskij rajon, nel Territorio di Krasnodar (Circondario federale meridionale).

## Geografia
La baia di Taman' è situata all'estremità occidentale della penisola di Taman', a ovest del golfo di Temrjuk. L'insenatura si protende nel continente per 16 km, ha una larghezza di 8 km all'ingresso, e una profondità massima di 5 m. A nord è chiusa dal cordone litorale Čuška (коса Чушка), una striscia di sabbia lunga 18 km che punta verso sud-ovest; vicino alla sua costa interna (lato sud-est) si trovano molte piccole isolette, le maggiori delle quali sono: Dzendzik, Lisij, Krupinina, Golen'kij (Дзендзик, Лисий, Крупинина, Голенький). Un'altra striscia di sabbia all'ingresso alla baia di Taman'si trova nella parte sud-occidentale: la Tuzla (Тузлинская коса) che si collega all'isola di Tuzla.
Nella parte settentrionale della baia di Taman' si apre il piccolo golfo Dinskoj (залив Динской). Lungo la costa si trovano i villaggi di Taman', Primorskij, Sennoj e Garkuša (Тамань, Приморский, Сенной, Гаркуша) e Zaporožskaja (Запорожская), nel golfo Dinskoj.